# هیدتاکا میازاکی
هیدِتاکا میازاکی (宮崎 英高 میازاکی هیدتاکا، متولد حدود ۱۹۷۴–۱۹۷۵) کارگردان، طراح، نویسنده و مدیر شرکت سازنده بازی‌های ویدیویی ژاپنی از فرام سافتور است. او ابتدا در سال ۲۰۰۴ به عنوان طراح بازی برای سری Armored Core به شرکت ملحق شد و قبل از اینکه بیشتر برای ساخت سری سولز شناخته شود. او در سال ۲۰۱۴ به ریاست شرکت ارتقا یافت و همچنین به عنوان مدیر نماینده آن فعالیت می‌کند. از دیگر بازی‌های قابل توجهی که او روی آن‌ها کار کرده است می‌توان به بلادبورن، سکیرو و الدن رینگ اشاره کرد.
تأثیرات میازاکی از آثار رمان نویسان مختلف، مانگاکاها و دیگر طراحان بازی مانند فومیتو اوئدا و یوجی هوری و همچنین معماری آسیایی و اروپایی متفاوت است. بازی‌های میازاکی، به‌ویژه سری سولز، اغلب به استفاده از سختی بالا و مقدار زیادی از زمینه و اطلاعات شخصیت‌ها از طریق متن و نشانه‌های محیطی ارائه می‌شوند. کار او در سری سولز، و برنده شدن جوایز مختلف باعث شده است او را به عنوان یک مولف بازی‌های ویدئویی شناخته بشناسند.
او توسط مجله تایم به عنوان ۱۰۰ فرد تأثیر گذار جهان در سال ۲۰۲۲ معرفی شد.

## الهام از ICO
در پروندهٔ ویژه‌ای که سایت فامیتسو به مناسبت ۲۰ سالگی عرضهٔ بازی ایکو در ژاپن تدارک دیده، چهره‌های مطرحی دربارهٔ الهام‌بخش بودن این بازی در کارهایشان اشاره کرده‌اند. یکی از افراد، هیدتاکا میازاکی بوده است که به نقش مهم این بازی روی خلق خود اشاره کرده است.
میازاکی که در سال‌های اخیر الگوی بسیاری بوده، توضیح می‌دهد که اگر او در خانهٔ دوستش به تجربهٔ بازی ایکو نمی‌پرداخت، در همان وهلهٔ اول ممکن بود اصلاً وارد صنعت بازی‌های ویدیویی نشود.

## اوایل زندگی
میازاکی در حدود سال‌های ۱۹۷۴ تا ۱۹۷۵ به دنیا آمد و در حالی که در شهر شیزوئوکا، ژاپن زندگی می‌کرد، «بسیار فقیر» بزرگ شد و اظهار داشت که در کودکی هیچ آرزویی برای زندگی نداشت. با وجود این، او کتاب زیاد می‌خواند، اما از آنجایی که والدینش توانایی خرید کتاب یا مانگا را نداشتند، مجبور شد از کتابخانه محلی خود امانت بگیرد. کتاب‌هایی که در آن زمان می‌خواند، گاهی اوقات فراتر از توانایی‌های خواندن او بودند، با قسمت‌هایی که او نمی‌توانست به‌طور کامل بفهمد. میازاکی با استفاده از تخیل خود برای پر کردن جاهای خالی با استفاده از تصاویر همراه، از این به عنوان الهام بخش برخی از ایده‌های بعدی خود در مورد طراحی بازی‌های ویدیویی استفاده کرد. علاوه بر این، والدینش تا زمانی که او به سن کافی برای حضور در دانشگاه برسد، از انجام بازی‌های ویدیویی محدود شده بود، بنابراین در عوض کتاب‌های بازی و بازی‌های رومیزی مانند جادوگری استیو جکسون! و سیاه‌چال‌ها و اژدهایان را بازی می‌کرد.

## فعالیت حرفه‌ای
پس از فارغ‌التحصیلی از دانشگاه کیو در رشته علوم اجتماعی، میازاکی برای مدیریت حساب در شرکت اوراکل مستقر در ایالات متحده مشغول به کار شد. به توصیه یکی از دوستان، میازاکی شروع به بازی بازی ویدیویی ایکو در سال ۲۰۰۱ کرد که باعث شد او به فکر تغییر شغل خود به سمت یک طراح بازی باشد. با این حال، میازاکی در سن ۲۹ سالگی متوجه شد که شرکت‌های بازی سازی کمی او را استخدام می‌کنند، یکی از معدود آنها فرام سافتور است، جایی که میازاکی به عنوان برنامه‌ریز بازی در Armored Core: Last Raven در سال ۲۰۰۴ شروع به کار کرد و در اواسط راه به توسعه بازی پیوست. او بعداً Armored Core 4 و دنباله مستقیم آن، Armored Core: For Answer را کارگردانی کرد.
میازاکی پس از اطلاع از چیزی که بعداً به ارواح شیطانی تبدیل شد، از چشم‌انداز یک بازی نقش‌آفرینی اکشن فانتزی هیجان زده شد و به توسعه دهنده‌ها پیشنهاد همکاری داد. این پروژه، تا زمانی که میازاکی به آن منصوب شد، توسط شرکت شکست خورده تلقی می‌شد و میازاکی اظهار داشت: «من فکر کردم اگر بتوانم راهی برای کنترل بازی پیدا کنم، می‌توانم آن را به هر چیزی که می‌خواهم تبدیل کنم. بهتر از همه، اگر ایده‌های من شکست می‌خورد، هیچ‌کس اهمیت نمی‌داد، این بازی قبلاً شکست خورده بود." اگرچه بازی در توکیو گیم شو ۲۰۰۹ با استقبال منفی روبرو شد و پس از انتشار بسیار کمتر از حد انتظار فروخته شد، اما پس از چند ماه شروع به رشد کرد و به زودی ناشران را پیدا کرد که مایل به انتشار این عنوان در خارج از ژاپن هستند. پس از انتشار و موفقیت دنباله معنوی این بازی به نام دارک سولز در سال ۲۰۱۱، میازاکی در می ۲۰۱۴ به سمت ریاست شرکت ارتقا یافت. در ژاپن بی‌سابقه بود که شخصی در طی ۱۰ سال سمت خود به رئیس شرکت ارتقا دهد.
پس از انتشار نسخه Prepare to Die دارک سولز در آگوست ۲۰۱۲، سونی اینتراکتیو انترتینمنت به سراغ فرام سافتور در مورد توسعه همکاری در یک عنوان جدید رفت. میازاکی در مورد امکان توسعه یک بازی برای کنسول‌های نسل هشتمی پرسید و مفهوم بلادبورن از آنجا توسعه یافت. هیچ ارتباط داستانی یا زمینه‌ای با بازی‌های قبلی فرام سافتور وجود نداشت، حتی اگر میازاکی پذیرفت که دی‌ان‌ای و روح اصلی ارواح شیطانی و طراحی سطح خاص آن را دارد. توسعه بلادبورن همزمان با دارک سولز ۲ انجام شد و میازاکی فقط بر آن نظارت داشت زیرا قادر به کارگردانی همزمان هر دو بازی نبود.
پس از انتشار بلادبورن در مارس ۲۰۱۵، میازاکی به سری سولز بازگشت به عنوان کارگردان در دارک سولز ۳ (۲۰۱۶) با کمک کارگردان‌های Steel Battalion: Heavy Armor و دارک سولز ۲ ایسامو اوکانو و یوی تانیمورا . پس از انتشار آن، میازاکی قصد خود را برای متوقف کردن توسعه شخصی خودش در سری سولز اعلام کرد. دو پروژه بعدی او بازی واقعیت مجازی Déraciné ۲۰۱۸ و بازی اکشن ماجراجویی ۲۰۱۹ سکیرو: سایه‌ها دو بار می‌میرند بودند. در مراسم جوایز جوی استیک طلایی ۲۰۱۸، او جایزه یک عمر دستاورد نمایش را به خاطر مشارکتش در صنعت بازی‌های ویدیویی دریافت کرد. این جایزه توسط یان لیوینگستون و استیو جکسون، دو نفر از تأثیرگذاران طراحی او به او اهدا شد. میازاکی همچنین در سال ۲۰۲۲ بازی الدن رینگ را کارگردانی کرد که با همکاری جرج آر. آر. مارتین نویسنده سری ترانه یخ و آتش نوشته شد.

### جهت کلی
میازاکی از اصول طراحی بازی خود برای پروژه‌هایش به نام «جهت کلی» پیروی می‌کند. او کنترل کامل جهت بازی و مسئولیت پذیری کامل در تمام تصمیمات را در اختیار می‌گیرد. او تیم را با دیدگاه خود با بحث در مورد فلسفه و مفاهیم با آنها هماهنگ می‌کند. او معمولاً دیالوگ می‌نویسد، توضیحات آیتم‌ها، طرح بندی‌های لول‌ها را طراحی می‌کند، داستان و اسطوره را خلق می‌کند، دستورالعمل‌ها برای باس‌ها، دشمنان و مناطق می‌دهد و برخی از باس‌ها را خودش طراحی می‌کند.

## تأثیرات و فلسفه طراحی
تأثیرات میازاکی شامل بازی‌های ویدیویی مانند ایکو، بازی‌های اولیه Dragon Quest، و افسانه زلدا و سری بازی‌های ویدیویی King's Field مجموعه‌های مانگا مانند برزرک است. Saint Seiya، ماجراجویی عجیب و غریب جوجو، و Devilman، آثار ادبی اچ پی لاوکرفت، برام استوکر، و جرج آر. آر. مارتین و کتاب‌های بازی مانند جادوگری استیو جکسون! و RuneQuest. میازاکی همچنین از معماری، به‌ویژه اروپا الهام گرفته است و اغلب از آن به عنوان راهی برای داستان سرایی محیطی استفاده می‌کند. روان‌شناسی، جامعه‌شناسی و تاریخ بشریت نیز بر فلسفه طراحی او تأثیر گذاشته است.
مکانیک چند نفره سری سولز از تجربه شخصی خود او در رانندگی در جاده‌ای برفی الهام گرفته شده بود، زیرا ماشین‌های جلویی شروع به لیز خوردن کردند و توسط افراد دیگر در منطقه به سمت سربالایی هل داده شدند. از آنجایی که میازاکی نمی‌توانست قبل از ترک منطقه از آن‌ها قدردانی کند، با این فکر که احتمالاً دیگر هرگز آنها را ملاقات نخواهد کرد، با خود فکر کرد که آیا آخرین نفر در صف به مقصد رسیده است. این امر باعث به وجود آمدن سیستم‌های چندنفره به هم پیوسته این سری شد و سعی داشت از همان حس همکاری بی‌صدا در مواجهه با ناملایمات الگوبرداری کند.
میازاکی اظهار داشت که سختی قابل توجه سری سولز به هیچ وجه قصد سختی بیشتر از بازی‌های دیگر را ندارد. در عوض، دشواری بخشی از فرایند بود که به بازیکنان حس موفقیت را با «غلبه بر مشکلات بزرگ» می‌دهد، در حالی که سطح معینی از دشواری بازیکنان را تشویق می‌کرد تا بیشتر با ساخت شخصیت‌ها و سلاح‌ها آزمایش کنند. او بیان کرد که مرگ در بازی‌هایش به‌عنوان یک ابزار یادگیری آزمون و خطا مورد استفاده قرار می‌گیرد، و افزود که این ایده تنها پس از موفقیت ارواح شیطانی توسط بازیکنان پذیرفته شد.
هنگامی که از میازاکی در مورد سبک داستان سرایی اش پرسیده شد، اظهار داشت که علیرغم آنچه دیگران ممکن است از داستان سرایی مستقیم خوششان بیاید، اما ترجیح می‌دهد بازیکنان دنیا را برای خود تفسیر کنند، زیرا وقتی به نکاتی از طرح از آیتم‌ها یا مواردی پی می‌برند ارزش بیشتری از آن می‌گیرند. یا شخصیت‌های فرعی که در دنیا با آن‌ها روبرو می‌شوند. بسیاری از روزنامه‌نگاران و منتقدان او را به‌عنوان «مؤلف» بازی‌های ویدیویی معرفی کرده‌اند و به کار تأثیرگذار او در مجموعهٔ سولز اشاره کرده‌اند.

## زندگی شخصی
میازاکی یک پسر دارد که در اواخر دهه ۲۰۱۰ به دنیا آمد.

## آثار
| سال  | عنوان                        | نقش                 |
| ---- | ---------------------------- | ------------------- |
| ۲۰۰۵ | هسته زرهی: آخرین کلاغ        | برنامه‌ریز           |
| ۲۰۰۶ | هسته زرهی ۴                  | کارگردان            |
| ۲۰۰۸ | هسته زرهی: برای پاسخ         | کارگردان            |
| ۲۰۰۹ | ارواح شیطانی                 | کارگردان            |
| ۲۰۱۱ | دارک سولز                    | کارگردان، تهیه‌کننده |
| ۲۰۱۴ | دارک سولز ۲                  | سرپرست              |
| ۲۰۱۵ | بلادبورن                     | کارگردان            |
| ۲۰۱۶ | دارک سولز ۳                  | کارگردان            |
| ۲۰۱۸ | Déraciné                     | کارگردان            |
| ۲۰۱۹ | سکیرو: سایه‌ها دو بار می‌میرند | کارگردان            |
| ۲۰۲۲ | الدن رینگ                    | کارگردان            |